# Eficiència espectral
L'eficiència espectral, l'eficiència de l'espectre o l'eficiència de l'ample de banda es refereixen a la velocitat d'informació que es pot transmetre sobre un ample de banda determinat en un sistema de comunicació específic. És una mesura de l'eficàcia que s'utilitza un espectre de freqüències limitat pel protocol de capa física i, de vegades, pel control d'accés al mitjà (el protocol d'accés al canal).

## Eficiència espectral d'enllaç
L'eficiència espectral d'enllaç d'un sistema de comunicació digital es mesura en bit/s/Hz, o, amb menys freqüència però sense ambigüitats, en (bit/s)/Hz. És la taxa de bits neta (taxa d'informació útil excloent els codis de correcció d'errors) o el rendiment màxim dividit per l'ample de banda en hertzs d'un canal de comunicació o d'un enllaç de dades. Alternativament, l'eficiència espectral es pot mesurar en bit/símbol, que és equivalent a bits per ús de canal (bpcu), la qual cosa implica que la taxa de bits neta es divideix per la velocitat de símbol (taxa de modulació) o la freqüència de pols del codi de línia.
L'eficiència espectral d'enllaç s'utilitza normalment per analitzar l'eficiència d'un mètode de modulació digital o codi de línia, de vegades en combinació amb un codi de correcció d'errors directes (FEC) i altres sobrecàrregues de la capa física. En aquest últim cas, un "bit" fa referència a un bit de dades d'usuari; Les despeses generals de FEC sempre estan excloses.
L'eficiència de modulació en bit/s és la taxa de bits bruta (incloent qualsevol codi de correcció d'errors) dividida per l'ample de banda.
Exemple 1 : una tècnica de transmissió que utilitza un quilohertz d'amplada de banda per transmetre 1.000 bits per segon té una eficiència de modulació d'1 (bit/s)/Hz.
Exemple 2 : un mòdem V.92 per a la xarxa telefònica pot transferir 56.000 bit/s aigües avall i 48.000 bit/s amunt a través d'una xarxa telefònica analògica. A causa del filtratge a la central telefònica, el rang de freqüències està limitat a entre 300 hertz i 3.400 hertz, corresponent a una amplada de banda de 3.400 − 300 = 3.100 hertz. L'eficiència espectral o eficiència de modulació és 56.000/3.100 = 18,1 (bit/s)/Hz aigües avall i 48.000/3.100 = 15,5 (bit/s)/Hz corrent amunt.
Un límit sfinserior per a l'eficiència de modulació assolible ve donat per la taxa de Nyquist o la llei de Hartley de la següent manera: Per a un alfabet de senyalització amb M símbols alternatius, cada símbol representa N = log ₂ M bits. N és l'eficiència de modulació mesurada en bit/símbol o bpcu . En el cas de transmissió de banda base (codificació de línia o modulació d'amplitud de pols) amb una amplada de banda de banda base (o freqüència de tall sfinserior) B, la velocitat de símbol no pot supserar els 2 símbols B /s per evitar interferències entre símbols.

## Taula de comparació
| Servei               | Estàndard                                    | Any, sortda | Max. net bit rate per portadora i canal, R (Mbit/s) | Ample de banda per carrier, B (MHz) | Eficiència Espectral, R/B⋅K (bit/(s⋅Hz)) |             |               |      |        |       |       |
| -------------------- | -------------------------------------------- | ----------- | --------------------------------------------------- | ----------------------------------- | ---------------------------------------- | ----------- | ------------- | ---- | ------ | ----- | ----- |
| Servei               | Estàndard                                    | Any, sortda | Max. net bit rate per portadora i canal, R (Mbit/s) | Ample de banda per carrier, B (MHz) | Eficiència Espectral, R/B⋅K (bit/(s⋅Hz)) | 1G cellular | NMT 450 modem | 1981 | 0.0012 | 0.025 | 0.064 |
| 1G cellular          | AMPS modem                                   | 1983        | 0.0003                                              | 0.030                               | 0.0015                                   |             |               |      |        |       |       |
| 2G cellular          | GSM                                          | 1991        | 0.104 0.013 × 8 eslots = 0.104                      | 0.200 0.2                           | 0.17000 0.17 (el 1999)                   |             |               |      |        |       |       |
| 2G cellular          | D-AMPS                                       | 1991        | 0.039 0.013 × 3 eslots = 0.039                      | 0.030                               | 0.45 0.45 (el 1999)                      |             |               |      |        |       |       |
| 2.75G cellular       | CDMA2000 1× veu                              | 2000        | 0.0096 0.0096 per trucada× 22 trucades              | 1.2288                              | 0.172 (plena càrrega)                    |             |               |      |        |       |       |
| 2.75G cellular       | GSM + EDGE                                   | 2003        | 0.384 (tip. 0.20)                                   | 0.2                                 | 0.33                                     |             |               |      |        |       |       |
| 2.75G cellular       | IS-136HS + EDGE                              |             | 0.384 (tip. 0.27)                                   | 0.200                               | 0.45                                     |             |               |      |        |       |       |
| 3G cellular          | WCDMA FDD                                    | 2001        | 0.384                                               | 5                                   | 0.51                                     |             |               |      |        |       |       |
| 3G cellular          | CDMA2000 1× PD                               | 2002        | 0.153                                               | 1.2288                              | 0.1720 (plena càrrega)                   |             |               |      |        |       |       |
| 3G cellular          | CDMA2000 1×EV-DO Rev.A                       | 2002        | 3.072                                               | 1.2288                              | 1.3                                      |             |               |      |        |       |       |
| Fixed WiMAX          | IEEE 802.16d                                 | 2004        | 96                                                  | 20                                  | 1.2                                      |             |               |      |        |       |       |
| 3.5G cellular        | HSDPA                                        | 2007        | 21.1                                                | 5                                   | 4.22                                     |             |               |      |        |       |       |
| 4G MBWA              | iBurst HC-SDMA                               | 2005        | 3.9                                                 | 0.625                               | 7.3                                      |             |               |      |        |       |       |
| 4G cellular          | LTE                                          | 2009        | 81.6                                                | 20                                  | 16.32                                    |             |               |      |        |       |       |
| 4G cellular          | LTE-Advanced                                 | 2013        | 75                                                  | 20                                  | 30                                       |             |               |      |        |       |       |
| Wi-Fi                | IEEE 802.11a/g                               | 2003        | 54                                                  | 20                                  | 0.900                                    |             |               |      |        |       |       |
| Wi-Fi                | IEEE 802.11n (Wi-Fi 4)                       | 2007        | 72.2 (fins a 150)                                   | 20 (fins a 40)                      | 5.0 (4×4, 40 MHz)                        |             |               |      |        |       |       |
| Wi-Fi                | IEEE 802.11ac (Wi-Fi 5)                      | 2012        | 433.3 (fins a 866.7)                                | 80 (fins a 160)                     | 14.4 (8×8, 160 MHz)                      |             |               |      |        |       |       |
| Wi-Fi                | IEEE 802.11ax (Wi-Fi 6)                      | 2019        | 600.5 (fins a 1201)                                 | 80 (fins a 160)                     | 20 (8×8, 160 MHz)                        |             |               |      |        |       |       |
| WiGig                | IEEE 802.11ad                                | 2013        | 6756                                                | 2160                                | 3                                        |             |               |      |        |       |       |
| Trunked radio system | TETRA, low FEC                               | 1998        | 0.019 4 timeslots = 0.019 (0.029 without FEC)       | 0.025                               | 0.1                                      |             |               |      |        |       |       |
| Trunked radio system | TETRA II with TEDS, 64-QAM, 150 kHz, low FEC | 2011        | 0.538 4 eslots = 0.538                              | 0.150 (escalable a 0.025)           |                                          |             |               |      |        |       |       |
| Digital radio        | DAB                                          | 1995        | 0.576 a 1.152                                       | 1.712                               | 0.07 a 0.13                              |             |               |      |        |       |       |
| Digital radio        | DAB with SFN                                 | 1995        | 0.576 a 1.152                                       | 1.712                               | 0.34 a 0.67                              |             |               |      |        |       |       |
| Digital TV           | DVB-T                                        | 1997        | 31.67 (Tip. 24)                                     | 8                                   | 0.57                                     |             |               |      |        |       |       |
| Digital TV           | DVB-T with SFN                               | 1996        | 31.67 (Tip. 24)                                     | 8                                   | 4.0 (Tip. 3.0)                           |             |               |      |        |       |       |
| Digital TV           | DVB-T2                                       | 2009        | 45.5 (Tip. 40)                                      | 8                                   | 0.81                                     |             |               |      |        |       |       |
| Digital TV           | DVB-T2 with SFN                              | 2009        | 45.5 (Tip. 40)                                      | 8                                   | 5.7 (Tip. 5.0)                           |             |               |      |        |       |       |
| Digital TV           | DVB-S                                        | 1995        | 33.8 per 5.1 C/N (44.4 per 7.8 C/N)                 | 27.5                                | 0.3 (0.4)                                |             |               |      |        |       |       |
| Digital TV           | DVB-S2                                       | 2005        | 46 per 5.1 C/N (58.8 per 7.8 C/N)                   | 30 (Tip.)                           | 0.4 (0.5)                                |             |               |      |        |       |       |
| Digital TV           | ATSC with DTx                                | 1996        | 32                                                  | 19.39                               | 3.23                                     |             |               |      |        |       |       |
| Digital TV           | DVB-H                                        | 2007        | 5.5 a 11                                            | 8                                   | 0.14 a 0.28                              |             |               |      |        |       |       |
| Digital TV           | DVB-H with SFN                               | 2007        | 5.5 a 11                                            | 8                                   | 0.68 a 1.4                               |             |               |      |        |       |       |